# Pterhemia uncinalis
Pterhemia uncinalis là một loài bướm đêm trong họ Erebidae.